# پچ پنل
پچ پنل (Patch Panel) سخت افزاری در زمینه ی تجهیزات شبکه های کامیپوتری است. پچ پنل به صورت فیزیکی یک پنل بزرگ است که دارای تعدادی پورت (مانند 24 ، 48 و...) یا فضای خالی (blank) میباشد. از پورت های پچ پنل برای مدیریت کابل های دستگاه های مختلف موجود در شبکه مانند روتر و سوئیچ و... استفاده میشود.

## کاربردهای پچ پنل
استفاده ی اصلی پچ پنل، نظم دهی و مدیریت اتاق سرور یا مرکز داده است. به این معنا که توسط پچ پنل میتوان کابل‌های شبکه که از محیط‌های مختلفی مانند دیوار یا سقف‌ به داخل اتاق یا محل سرور می‌آیند را به یکدیگر متصل نمود. به عبارت دیگر، کابل‌های شبکه از سوئیچ یا دیگر تجهیزات فیزیکی به پچ پنل متصل شده و سپس از طریق پچ کوردها (Patch Cords) به تجهیزات مورد نظر مانند سوئیچ‌ یا روترهای دیگر وصل میشوند. پچ پنل ها به شبکه های کامیپوتری کمک می‌کنند تا نصب و راه‌اندازی شبکه به طریقی ساده‌ و بهینه‌تر انجام شود. همچنین، با استفاده از پچ پنل تغییر و اصلاح اتصالات موجود در شبکه ساده تر میشود.

## انواع پچ پنل
پچ پنل‌های شبکه دارای انواع مختلفی از لحاظ تعداد پورت، نوع و توپولوژی شبکه هستند. برخی از انواع پرکاربرد شامل موارد زیر می‌باشند:

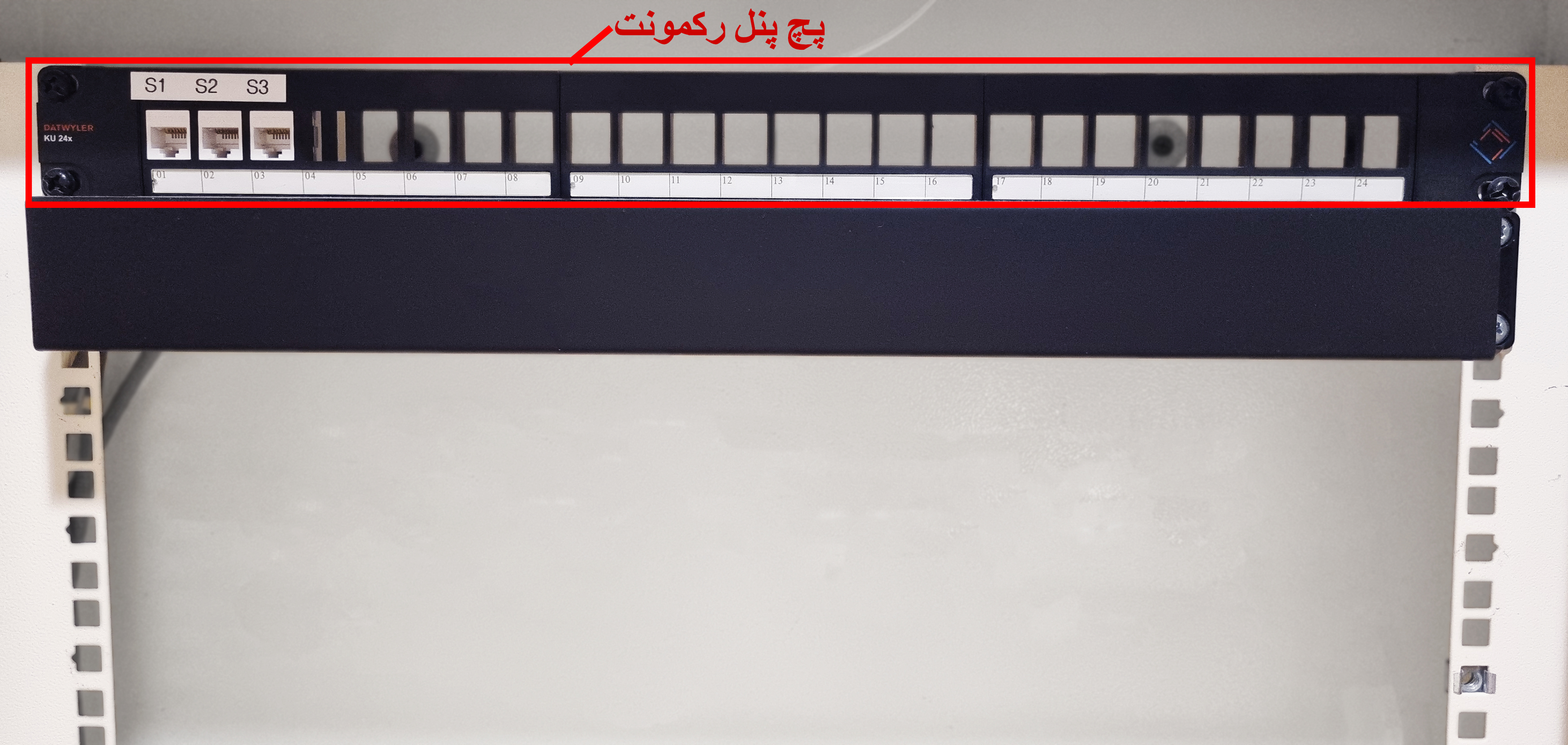
تصویر یک "پچ پنل رکمونت" که همراه با یک "نگهدارنده ی کابل" درون رک دیواری نصب شده است.

1. پچ پنل رکمونت: این نوع پچ پنل‌ رایج ترین نوع پچ پنل شبکه است. پچ پنل های رکمونت برای قرارگیری در رک شبکه به منظور نظم دهی و مدیریت کابل ها استفاده میشوند. این نوع پچ پنل دارای سایزهای مختلف مانند 1U ، 2U، 3U و... است.
2. پچ پنل تخصیصی (Fixed Patch Panel): در این نوع پچ پنل، کابل‌های شبکه به صورت دائمی به پچ پنل متصل شده و تغییرات انجام نمی‌شود. این نوع پچ پنل برای شبکه‌هایی که نیاز به تغییرات کم دارند استفاده می‌شود.
3. پچ پنل قابل تعویض (Modular Patch Panel): در این نوع پچ پنل، می‌توان کابل‌ها را به آن وصل کرد و جدا کرد. این امکان به کاربران اجازه می‌دهد که به راحتی تغییرات در اتصالات شبکه خود اعمال کنند.
4. پچ پنل فیبرنوری (Fiber Optic Patch Panel): این نوع پچ پنل برای اتصال کابل‌های فیبرنوری به تجهیزات شبکه مورد استفاده قرار می‌گیرد و معمولاً در شبکه‌هایی که از اتصالات فیبرنور استفاده می‌کنند، استفاده می‌شود. پچ پنل فیبرنوری به طول معمول دارای پورت‌های نوع SC، LC، ST یا MTP/MPO میباشد.[۲]
5. پچ پنل نوع CAT: پچ پنل های نوع CAT برای استفاده در شبکه‌های اترنت با سرعت‌های 1Gbps یا 10Gbpsمیباشند. این پچ پنل ها به طور معمول دارای پورت‌های RJ45 برای اتصال کابل‌های اترنت Cat5e، Cat6 یا Cat6a هستند.
6. پچ پنل PoE: این نوع پچ پنل‌ برای متصل نمودن تجهیزات PoE (Power over Ethernet) مانند آی پی فون و دوربین‌ های تحت شبکه هستند. به علاوه از طریق این پچ پنل ها میتوان برق مورد نیاز سخت افزارهای متصل را نیز فراهم نمود.